# Amstrad
Amstrad er en britisk virksomhed, der fremstiller forbrugerelektronik. Firmaet er stiftet i 1968 af Alan Michael Sugar og fremstillede i virksomhedens første år prisbillige stereoanlæg, kassettebåndoptagere, fjernsyn og bilradio m.v. 
Fra 1984 begyndte Amstrad at producere hjemmecomputere og opnåede stor succes med dette op igennem 1980'erne og begyndelsen af 1990'erne. 
Konkurrencen på hjemmecomputer-markedet blev dog skærpet, og virksomheden afviklede i 1990'erne computeraktiviteterme og koncentrerede sig i stedet om udstyr til telekommunikation. Selskabet blev i 2007 overtaget af den britiske afdeling af Sky, og virksomheden producerer i dag primært satellit-tunere til Skys kunder.

## Amstrad CPC464
Amstrad opnåede stor succes på markedet for hjemmecomputere, da virksomheden i 1984 lancerede sin hjemmecomputer model CPC464, der skilte sig ud fra konkurrenterne på markedet ved at blive leveret med skærm og havde en båndstation integreret i tastaturet.
CPC464 var baseret på en 4Mhz Zilogs Z80A processor og havde 64Kb Ram og 32Kb Rom. 
Den havde 3 skærmopløsninger:
- Mode 0: 25 linjers tekst med 20 tegn. Eller 160x200 pixels grafik i 16 farver.
- Mode 1: 25 linjers tekst med 40 tegn. Eller 320x200 pixels grafik i 4 farver.
- Mode 2: 25 linjers tekst med 80 tegn. Eller 640x200 pixels grafik i 2 farver.

Efterfølgeren til CPC464 var CPC664, som havde et 3"-diskettedrev i stedet for båndstationen. Og senere kom CPC6128 som havde 3"-diskettedrev og 128Kb Ram.